# Roland N’Toko
Roland Njume-N’Toko (ur. 30 listopada 1972) – kameruński piłkarz występujący na pozycji napastnika.

## Kariera klubowa
W 1993 roku N’Toko rozpoczął grę w zespole Krka Novoterm, grającym w pierwszej lidze słoweńskiej. Spędził tam sezon 1993/1994, a potem odszedł do także pierwszoligowego Publikumu Celje. Występował tam w sezonie 1994/1995. Następnie przeszedł do Olimpiji Lublana, również występującej w pierwszej lidze. W sezonie 1995/1996 wywalczył z nią wicemistrzostwo Słowenii oraz Puchar Słowenii.
W 1996 roku N’Toko przeniósł się do niemieckiego trzecioligowca, SV Darmstadt 98. Po jednym sezonie odszedł do drugoligowego SpVgg Greuther Fürth. Jego zawodnikiem był przez sezon 1997/1998, jednak nie rozegrał tam żadnego spotkania. Następnie w sezonie 2000/2001 N’Toko grał jeszcze w słoweńskim NK Korotan Prevalje.

## Kariera reprezentacyjna
W latach 1995–1996 w reprezentacji Kamerunu N’Toko rozegrał 9 spotkań i zdobył 1 bramkę. W 1996 roku został powołany do kadry na Puchar Narodów Afryki. Nie zagrał jednak na nim w żadnym meczu, a Kamerun zakończył turniej na fazie grupowej.